# 馬赫達利尼夫卡

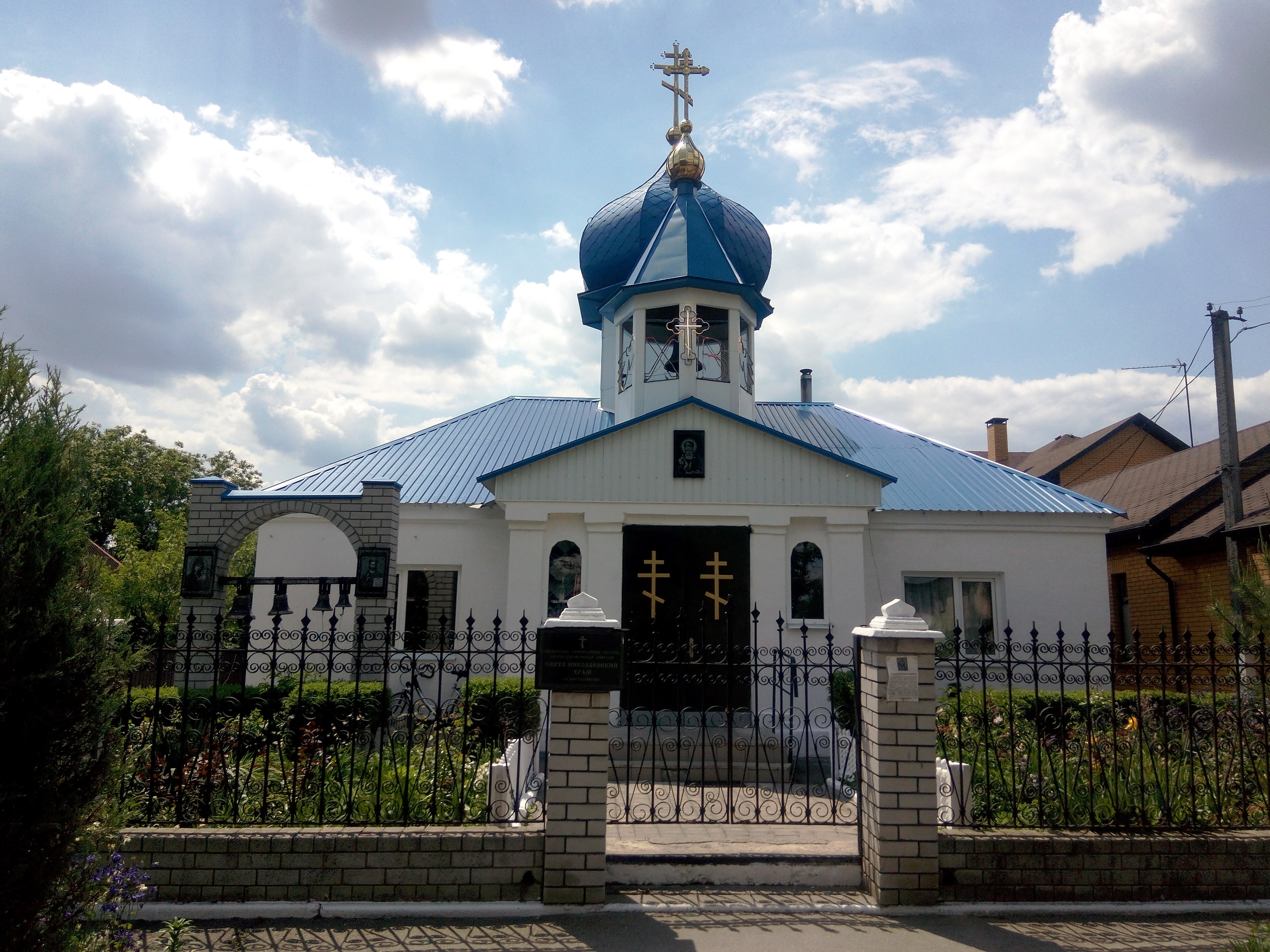
教堂

48°54′57″N 34°55′6″E / 48.91583°N 34.91833°E
馬赫達利尼夫卡（烏克蘭語：Магдалинівка），亦译为马格达利诺夫卡，是烏克蘭東部第聶伯羅彼得羅夫斯克州萨马尔区马赫达利尼夫卡市镇内的市級鎮及其行政中心。面積10.4平方公里，海拔高度106米，2013年人口6,310，人口密度每平方公里607人。